# Silent Hill 1
Silent Hill 1 е първата видеоигра от известната поредица Silent Hill, дело на японската компания „Конами“. Разработена е единствено за PS1. Може да бъде играна и на персонален компютър с помощта на емулатор. Играта излиза на пазара в САЩ на 31 януари 1999 г. Същата година е издадена в Япония (4 март) и Европа (1 август). Оригиналното и название е Silent Hill. Добавянето на цифрата 1 се налага след появата на продълженията. Жанрът е сървайвал хорър с елементи на куест и екшън. Необичайният сюжет, атмосферните и светлинни ефекти, въображението на художниците при създаването на града и обитателите му, носят успех на Silent Hill 1 и поставят началото на цяла поредица. Играта не се препоръчва за лица под 17 години.

## Сюжет
Внимание:  Текстът по-долу разкрива сюжета на произведението (или части от него)!
Късно през нощта писателят Хари Мейсън пътува в неизвестна посока с дъщеря си Шерил. По пътя джипът му е задминат от полицейски патрул. Малко по-късно Хари и Шерил виждат мотоциклета разбит а от полицая няма и следа. Скоро на шосето се изпречва детски силует. За да избегне удара, Хари отклонява автомобила си встрани и претърпява катастрофа. Когато идва в съзнание открива, че се намира в разбитата си кола, в покрайнините на някакъв град. Дъщеря му е изчезнала. Хари се впуска по мъгливите и пусти улици в гонитба на детски силует, смятан от него за Шерил. Попадайки в тясна просека между задните дворове на къщите, той чува вой на сирена. Спуска се внезапен мрак а стените наоколо се превръщат в ръждиви телени огради. На една от тях е разпънато някакво същество. Докато го наблюдава удивен, писателят е нападнат от безформени човекоподобни създания въоръжени с ножове. Тъй като няма с какво да се защити, той пада мъртъв. Веднага след това Хари се свестява на канапето в кафене където го е донесла полицай Сибил Бенет. Оказва се, че всичко е било сън. Бенет го предупреждава, че градът е опасен, но Хари Мейсън е твърдо решен да открие дъщеря си. Оставяйки му пистолет, Сибил напуска кафенето за да доведе помощ. Впускайки се в търсене на Шерил, Хари попада в училището „Мидуич“, болницата „Алхамела“, градската канализация, курортната част на града. Постепенно той узнава причините превърнали тихото градче в свърталище на злото. Поклонницата на сатанински култ Далия е принесла в жертва на своя „Бог“ собствената си дъщеря Алеса, заключвайки я в горящата къща. Макар и жестоко обгоряло момичето е отнесено живо в болницата „Алхамела“. Страданията раздвояват същността му на Алеса-демон и малко момиче което е намерено от Хари и съпругата му. Именно несъзнателното влечение към своята тъмна същност е привлякло Шерил в Сайлънт Хил. Далия очаква окончателното възцаряване на „Бога“. Хари ще се опита да го предотврати. Но първо трябва да оцелее. После ще го надживее.

## Финали
Развитието на сюжета е линейно, но има възможност за получаване на 5 различни финала. Краят се определя основно от два фактора: ще пощади ли Хари Сибил Бенет след двубоя им в лунапарка и ще сключи ли сделката с Кауфман.
- Добър+ (Good+) – След победата над Алеса-Инкуб, Хари и Сибил напускат града с бебето дадено им от умиращата Алеса. Необходимо е Хари да излекува Сибил в лунапарка и да сключи сделката с Кауфман. Финалната мелодия е Tears Of....
- Добър (Good) – Хари побеждава Инкуба, взема бебето от Алеса и напуска града. Писателят трябва да убие Сибил на въртележката и да сключи сделката с Кауфман. От този финал следва продължението на сюжета в Silent Hill 3. Звучи мелодията She.
- Лош (Bad) – След приключване на двубоя на Хари с Инкуб, следват кадри с мъртвия писател в колата му. Хари трябва да убие Сибил и да не сключва сделката с Кауфман. При този финал звучи Esperandote.
- Лош+ (Bad+) – Въпреки победата над Инкуб, Хари изпада в апатия. Опитите на Сибил да го спаси са неуспешни. Играчът остава с впечатление, че двамата загиват въпреки че това не е показано. За този финал е нужно писателят да спаси Сибил но да не сключва сделка с Кауфман. Мелодия – Killing Time.
- НЛО (UFO) – Долитат рояк летящи чинии. Извънземните отвличат Хари Мейсън. Играта трябва да е премината вече веднъж с финал „Добър+“. При втората игра Хари трябва да открие „Синият камък“ и да го използва на 5 определени места. Звучи UFO Ending.

## Персонажи
- Хари Мейсън (Harry Mason) – По професия Хари е писател. Останал е сам с Шерил след смъртта на съпругата си.
- Сибил Бенет (Cybil Bennett) – Младата жена е полицейски патрул от съседния град. Към Сайлънт Хил се отправя за да провери причината за прекратяване връзките на града с околния свят.
- Алеса Гилеспи (Alessa Gillespie) – Дъщерята на Далия, принесена от нея в жертва на „Бога“.
- Далия Гилеспи (Dahlia Gillespie) – Фанатична поклонница на сатанинския култ, главен виновник за нещастието сполетяло града.
- д-р Майкъл Кауфан (Dr. Michael Kaufmann) – Лекар от болницата „Алхамела“. Пресметлив и безскрупулен той е враг както на Хари Мейсън така и на Далия Гилеспи.
- Лиза Гарланд (Lisa Garland) – Медицинска сестра от болницата. Тя се е грижила за обгорената Алеса. Присъства само в алтернативния Сайлънт Хил.
- Шерил Мейсън (Cheryl Mason) – Дъщерята на Хари Мейсън.

## Чудовища
- Въздушен кресльо (Air screamer) – подобно на птеродактил създание срещащо се навсякъде из града. Ефективно срещу него е огнестрелното оръжие.
- Стенещия (Groaner) – същество подобно на одрано куче, срещащо се по улиците на града. Не е особено опасно.
- Мънкащия (Mumbler) – човекоподобно същество, въоръжено с нож. Поради ниския си ръст и факта, че за пръв път се срещят в училището понякога „мънкащите“ се приемат за деца-демони.
- Сталкер (Stalker) – малко и почти напълно прозрачно същество. Хари среща „сталкери“ за пръв път в училището „Мидуич“. „Сталкерът“ не може да бъде убит но е напълно безобиден.
- Пърхащ в нощта (Night flutter) – подобен е на „Въздушния кресльо“ но е по-голям и по-силен.
- Червеоглав (Worm head) – алтернативен вид на „Стенещия“. По едър и опасен.
- Кръвопиец (Bloodsucker) – създание състоящо се от пипала завършващи със смукала. Намира се в една от болничните стаи. Не може да бъде убито. Хари отклонява вниманието му като му дава кръв.
- Медицинка сестра-марионетка (Puppet nurse) – медицинска сестра с чудовищна гърбица. Въоръжена е с метална тръба
- Доктор-марионетка (Puppet doctor) – подобен на медицинската сестра.
- Пълзящо насекомо (Creeper) – подобно на гигантска хлебарка.
- Висящ драскач (Hanged scratcher) – чудовище обитаващо канализацията. Не много бърз, но силен противник.
- Подскачащия (Romper) – напомня гигантска горила. Бавен но много силен противник.
- Ноктестия (Claw Finger) – алтернативен вид на „Мънкащия“. Лапите му завършват с дълги и остри нокти.
- Гъсеничен сталкер (Larval stalker) – призрак въоръжен с нож.
- Разцепена глава (Split Head) – подобно на гигантска катерица чудовище с разцепена глава. Хари Мейсън са сблъсква с него в училището. Не е твърде силен враг.
- Ларва (Larva) – Огромна лавра обитаваща приземието на търговския център.
- Нощтна пеперуда (Moth) – с това гигантско насекомо писателят ще има двубой на покрива на сграда, недалеч от болницата.
- Алеса/Инкубатор (Alessa/Incubator) – демонът Алеса е предпоследният противник на Хари. Напада като изхвърля мълнии.
- Инкуб (Incub) – това е „Бог“ според разбиранията на Далия Гилеспи. Силен противник, нападащ чрез мълнии.

## Геймплей
По своето устройство игровият процес на Silent Hill 1 на пръв поглед не се отличава от вече познатите до 1999 г. подобни игри, поредиците Alone in the Dark и Resident Evil. Играе се от трето лице, героят събира необходимите му оръжия, предмети и медикаменти в инвентар. Това което отличава Silent Hill 1 е триизмерно пресъздаденият град. Улиците, витрините, табелите, задните дворове са предадени с подробности. За да допълни усещането за пространственост се прибавя и нефиксираната камера, позволяваща на героя да оглежда обстановката. Авторите са замислили играта така, че Хари Мейсън да може да се движи свободно из града през по-голямата част от времето. Писателят е снабден с фенерче и радио, станали задължителни за първите три игри от поредицата.
Играта има три степени на трудност между които играчът може да избира. Записването става на определени места, обозначени с бележник и писалка. Малко известен факт е, че след преминаване веднъж на Silent Hill 1 става достъпна опция за игра в режим от първо лице.

## Любопитни факти
Играта е изпълнена с множество препратки, зловещи или шеговити. Ето някои от тях:
- Кафенето 5 to 2, където се срещат за пръв път Хари Мейснън и Сибил Бенет носи името на кафенето от филма „Убийци по рождение“ на Оливър Стоун.
- С изключение на „Мидуич стрийт“ всички улици в старата част на Сайлънт Хил носят фамилиите или псевдонимите на писатели на фантастика и ужаси: „Бредбъри стрийт“ – Рей Бредбъри, „Бакман роуд“ – Ричард Бакман е псевдоним на Стивън Кинг, „Блох стрийт“ – Робърт Блох, автор на „Психо“ по която Алфред Хичкок прави едноименния филм и т.н.
- Фамилиите на героите Мейсън, Кауфман и Бенет са имена на градове в щата Тексас.
- Недалеч от болницата „Алхамела“ се намира заведение за бърза закуска на име „Конами Бургер“.
- Точно до „Конами Бургер“ е школата за източни бойни изкуства „Ли Джан Фан“. Това е истинското име на актьора Брус Ли.
- В играта има отпратки към „Магьосникът от Оз“. На трите ключа необходими на Хари за да достигне училището са изобразени лъв, плашило и рицар (железния човек). Лиза Гарланд носи фамилията на актрисата Джуди Гарланд, изиграла главната роля в екранизацията на приказката.
- Първоначално създателите на играта възнамерявали да кръстят главния персонаж Хумберт Мейсън, по името на героя от филма „Лолита“ на Стенли Кубрик. Интродукцията в която Хари Мейсън и Шерил пътуват с джипа се приема понякога също като намек за романа на Владимир Набоков.

## Саундтрак
- Silent Hill Original Soundtrack (OST) – Излиза през 1999 г. Композициите са на Акира Ямаока и Рика Муранака. Съдържа 42 изпълнения с продължителност 1 час и 14 минути.
- Silent Hill Complete Soundtrack (CST) – Състои се от два диска с 44 изпълнения и обща продължителност 2 часа и 14 минути.

Silent Hill Original Soundtrack (OST):
1. Silent Hill Theme 2:51
2. All 1:32
3. The Wait 0:09
4. Until Death 0:51
5. Over 2:04
6. Devil's Lyric 1:26
7. Rising Sun 0:57
8. For All 2:39
9. Follow the Leader 0:52
10. Claw Finger 1:32
11. Hear Nothing 1:33
12. Flesh Kill 0:19
13. Killed By Death 1:25
14. Don't Cry 1:29
15. The Bitter Season 0:05
16. Moonchild 2:48
17. Never Again 0:45
18. Fear of the Dark 0:26
19. Half Day 0:39
20. Heaven Give Me Say 1:47
21. Far 1:14
22. I'll Kill You 2:52
23. My Justice For You 1:21
24. Devil's Lyric 2 0:25
25. Dead End 0:17
26. Ain't Gonna Rain 1:12
27. Nothing Else 0:51
28. Alive 0:33
29. Nerver Again 2 1:01
30. Die 0:56
31. Never End Never End Never End 0:46
32. Down Time 1:38
33. Kill Angels 1:16
34. Only You 1:16
35. Not Tomorrow 1 0:48
36. Not Tomorrow 2 1:38
37. My Heaven 3:17
38. Tears of... 3:15
39. Killing Time 2:54
40. She 2:36
41. Esperandote 6:26
42. Silent Hill (Other Side) 1:38

Bonus Tracks:
UFO Ending Theme 2:29
Bloopers BG Music 1:33

## Създатели
- Сценарист – Хироюки Оуаки
- Режисьор – Кеичиро Тояма
- Главен художник – Масахиро Ито, Наоко Сато
- Композитори – Акира Ямаока, Рика Муранака
- Звукови ефекти – Акира Ямаока
- Виртуални ефекти – Такайоши Сато
- Аниматори – Такаюки Андо, Масахиро Ито, Казаюки Кайо, Миоко Кимура и др.